# Cordylomera inerme
Cordylomera inerme es una especie de escarabajo longicornio del género Cordylomera, tribu Phoracanthini, subfamilia Cerambycinae. Fue descrita científicamente por Aurivillius en 1925.

## Descripción
Mide 9-13,5 milímetros de longitud.

## Distribución
Se distribuye por Malaui, República Democrática del Congo, Tanzania, Zambia y Zimbabue.